# Nikolaj Aleksandrovič Tichonov
Nikolaj Aleksandrovič Tichonov (in russo Николай Александрович Тихонов?; Charkiv, 14 maggio 1905 – Mosca, 1º giugno 1997) è stato un politico sovietico, che ricoprì l'incarico di Primo ministro dell'Unione Sovietica dal 1980 al 1985.

## Biografia
Tichonov studiò come ingegnere presso l'Istituto di Metallurgia di Dnepropetrovsk, dove si laureò nel 1930: questo gli valse undici anni di lavoro come ingegnere presso le Acciaierie Lenin di Dnepropetrovsk, e la promozione a capo ingegnere.
Leonid Brežnev era un giovane commissario di partito a Dnepropetrovsk quando lui e Tichonov divennero amici, e questi entrò a far parte del Partito Comunista nel 1940, mossa che gli valse sostanziali promozioni nel suo campo di lavoro negli anni a venire: capo fabbrica in Ucraina negli ultimi anni quaranta, ispettore del Ministero per la Metallurgia del Ferro negli anni 1950 e viceministro nel 1955. Nel 1960 Tichonov divenne membro del Consiglio Scientifico ed Economico di Stato e l'anno successivo si candidò a membro del Comitato Centrale del Partito Comunista.
La nomina a Primo Segretario del PCUS di Brežnev significò per Tichonov l'elezione a Vice-Primo Ministro dell'URSS, una posizione che Tichonov tenne dal 1965 al 1976. Nel 1966, in occasione del 23º congresso del Partito Comunista, venne eletto membro effettivo del Comitato Centrale. Nel 1979 fu nominato membro del Politburo e nel 1980, all'età di 75 anni, capo del governo.
Tichonov riuscì a ricoprire il suo ruolo attraverso i segretariati di Jurij Andropov e Konstantin Černenko, ma fu destituito nel settembre 1985, con l'avvento di Michail Gorbačëv. Tichonov fu destituito anche dal suo ruolo nel Politburo il mese successivo, ma non rinunciò al suo incarico nel Comitato Centrale fino al 1989.